# Hitler: A Study in Tyranny
Hitler: A Study in Tyranny est une biographie de 1952 d'Adolf Hitler par l'historien britannique Alan Bullock. 

## Description
Hitler: A Study in Tyranny a été la première grande étude historique de la vie du dictateur nazi, Adolf Hitler. En 1992, le New York Times écrivait: « Publié pour la première fois en 1952, Hitler: A Study in Tyranny, d'Alan Bullock reste la biographie de référence du dictateur et un ouvrage largement respecté sur le mouvement nazi en général ». En 1998, l'expert d'Hitler Ian Kershaw décrit le livre comme un « chef-d'œuvre ». Dans son livre de 2007, Cultural Amnesia, l'écrivan australien Clive James  écrit : « Les livres sur Hitler sont sans nombre, mais après plus de 60 ans, le premier à lire est toujours Hitler A Study in Tyranny d'Alan Bullock »
Une version révisée a été publiée en 1962,. 

## Voir également
- Bibliographie d'Adolf Hitler
- Psychologie d'Adolf Hitler